# Pawieł Cycyanow
Pawieł Dmitrijewicz Cycyanow (ros. Павел Дмитриевич Цицианов; ur. 19 września 1754 w Moskwie, zm. 20 lutego 1806) – rosyjski generał piechoty, książę.
W 1786 roku mianowany dowódcą Petersburskiego Pułku Grenadierów. Wziął udział w wojnie rosyjsko-tureckiej 1787-1792 i w stłumieniu insurekcji kościuszkowskiej w 1794. W 1802 mianowany inspektorem piechoty na Kaukazie, astrachańskim generał-gubernatorem wojennym i głównodowodzącym w Gruzji.
Cycyanow zginął w czasie oblężenia Baku 20 lutego 1806 roku. Kiedy pojechał pod mury miasta, by odebrać akt kapitulacji, żołnierze chana Baku zastrzelili jego i towarzyszącego mu urzędnika. Następnie odcięto mu głowę, którą wysłano szachowi Iranu Fath Ali Szah Kadżarowi w Teheranie. Jego ciało początkowo pochowano w Baku, później jednak przeniesiono te do Tbilisi, gdzie znajduje się do dzisiaj.